# Rohan Marley
Rohan Anthony Marley (Kingston, 19 de mayo de 1972) es un empresario y exjugador de fútbol gridiron jamaicano. Es hijo del artista reggae Bob Marley y de Janet Hunt. Nació durante el matrimonio de su padre con Rita, y se fue a vivir con ella a los 4 años hasta que se fue a vivir con su abuela Cedella después de la muerte de su padre de cáncer en Miami en 1981.
Tras graduarse en 1991 del Miami Palmetto Senior High School, Marley jugó en la posición de linebacker para la Universidad de Miami, junto a Dwayne Johnson, Warren Sapp y Ray Lewis. Luego jugó al fútbol profesional en la Canadian Football League con los Ottawa Rough Riders.

## Carrera
En 2009, cofundó Marley Coffee, una empresa de plantaciones de café orgánico y agricultura sostenible en Blue Mountains, Jamaica, aunque la mayor parte del café de Marley Coffee proviene de Etiopía. La producción de la empresa se lleva a cabo en una propiedad en Portland Parish. En 2011, Marley Coffee se hizo pública con el nombre de Jammin Java Corp (OTC:JAMN).
En enero de 2012, Marley anunció una serie de auriculares respetuosos con el medio ambiente a través de  'House of Marley' en Las Vegas, Nevada.
Marley también ayuda a llevar a cabo la organización caritativa de su familia, 1Love, como también la compañía Tuff Gong Clothing.
Hizo una aparición en el documental ‘'Motherland.

## Vida privada
El 18 de marzo de 1993, mientras estaba en su segundo año de la escuela secundaria, Marley se casó con su novia Geraldine Khawly. Tuvieron una hija, Eden (1994), y un hijo, Nico (1995), un linebacker quien jugó en Tulane y firmó con Washington Redskins en 2017.
Marley conoció a la músico Lauryn Hill en 1996 y tuvieron cinco hijos: Zion David (1997), Selah Louise (1998), Joshua Omaru (2001), John Nesta (2002), y Sarah (2008). Marley y Hill vivieron separados durante la mayor parte de su relación, la cual terminó en 2009. Marley obtuvo la custodia temporal de sus cinco hijos con Hill mientras ella cumplía una sentencia de tres meses por evasión de impuestos en 2013. Hill se refirió a Marley como su esposo, pero nunca estuvieron casados.
En 2003, la revista Rolling Stone sugirió que Marley se había divorciado de Khawly ese año. Sin embargo, en 2011, Marley mostró un documento haitiano de divorcio demostrando que se había divorciado de Khawly en 1996.
Marley estuvo brevemente comprometido con la modelo  Isabeli Fontana, pero su compromiso terminó a principios de 2013.
El 23 de marzo de 2019, Marley se casó con la modelo brasileña Barbara Fialho en Montes Claros, Brasil. El 1 de agosto de 2019, Fialho dio a luz a la primera hija de la pareja, Maria Fialho Marley, en mayo del 2022, se separaron, debido a la Pandemia por COVID-19, que los tenían separados y también aduciendo razones personales.